# Saison 3 de Star Wars: The Bad Batch
Chronologie
Saison 2
La troisième et dernière saison de Star Wars: The Bad Batch, série d'animation en 3D américaine, est constituée de quinze épisodes. Suite et série dérivée de la série Star Wars: The Clone Wars, elle se situe juste après les événements de La Revanche des Sith et de The Clone Wars. Créée par Dave Filoni, la série est centrée sur le Bad Batch, un groupe de clones génétiquement modifiés.
Diffusée via le service de vidéo à la demande Disney+, elle débute mondialement avec les épisodes Confinés, Sentiers inconnus et L'Ombre de Tantiss, diffusés le 21 février 2024, et se termine avec l'épisode La Cavalerie arrive diffusé le 1er mai 2024.

## Production
Le 10 avril 2023, lors de la Star Wars Celebration, Disney+ annonce le renouvellement de The Bad Batch pour une troisième et dernière saison dont la diffusion est prévue en 2024,. Le 22 janvier 2024, Disney+ annonce que la saison est composée de quinze épisodes et qu'elle sera diffusée du 21 février au 1er mai 2024.

## Distribution

### Principaux et récurrents
- Dee Bradley Baker (VF : Serge Biavan, Frédéric Souterelle pour Wrecker) : le Bad Batch (14 épisodes[N 1]), Scorch (7 épisodes), les soldats clones (6 épisodes)
- Michelle Ang (VF : Emmylou Homs) : Omega (12 épisodes)
- Jimmi Simpson (VF : Thierry Kazazian) : Dr Royce Hemlock (8 épisodes)
- Keisha Castle-Hughes (VF : Daria Levannier) : Emerie Karr (7 épisodes)
- Gwendoline Yeo (VF : Marie Zidi) : Nala Se (5 épisodes)
- Benjamin Diskin (VF : Christophe Desmottes) : AZI-3 (4 épisodes)
- Ivan Sinitsin (VF : Emmylou Homs) : SP-32 / Jax (4 épisodes)
- Olwyn M. Whelan (VF : Lana Ropion) : SP-54 / Eva (4 épisodes)
- Noshir Dalal (VF : Fabrice Lelyon) : Rampart (4 épisodes)

### Invités
- Dee Bradley Baker (VF : Serge Biavan) : capitaine Rex (épisodes 6 et 7), commandant Wolffe (épisodes 6 et 7), Fireball (épisode 6), Howzer (épisodes 6 et 7), Nemec (épisodes 6 et 7), lieutenant Hilo (épisodes 6 et 7)
- Jonathan Lipow (VF : Swan Demarsan) : K-9X1 (épisode 1)
- Liam O'Brien : capitaine Devaronien (épisode 2), droïde barman (épisode 4)
- Anjelica Huston (VF : Pauline Larrieu) : Isa Durand (épisode 2)
- Tom Taylorson (VF : Anatole de Bodinat) : Roland Durand (épisode 2)
- Julian Dennison (en) (VF : Aloïs Agaësse-Mahieu) : Deke (épisode 2)
- Julian Dennison : Stak (épisode 2)
- Daniel Logan (VF : Maxime Baudouin) : Mox (épisodes 2 et 11)
- Ian McDiarmid (VF : Edgar Givry) : empereur Sheev Palpatine (épisode 3)
- Harry Lloyd (VF : Maurice Decoster) : capitaine Mann (épisode 4)
- Danny Jacobs (VF : Mathieu Buscatto) : sénateur Avi Singh (épisode 6)
- Sian Clifford (VF : Marie Diot) : GS-8 (épisode 6)
- Jennifer Hale (VF : Fily Keita) : sénatrice Riyo Chuchi (épisode 6)
- Wanda Sykes (VF : Virginie Emane) : Phee Genoa (épisodes 8, 11 et 12)
- Ming-Na Wen (VF : Diane Dassigny) : Fennec Shand (épisode 8)
- Jonathan Lipow : Sylar Saris (épisode 8)
- Nika Futterman (VF : Laura Blanc) : Asajj Ventress (épisode 9)
- Shelby Young : Ailish (épisode 10), droïde nourrice (épisodes 10, 14 et 15)
- Corey Burton (VF : Vincent Violette) : Cad Bane (épisode 10)
- Seth Green : Todo 360 (épisode 10)
- Stephen Stanton (en) (VF : Pierre Laurent) : gouverneur Wilhuff Tarkin (épisodes 10 et 15)
- Imari Williams (VF : David Krüger) : Shep Hazard (épisode 11)
- Andy Allo (VF : Justine Berger) : Lyana Hazard (épisode 11)
- Matt Lanter : Olly (épisode 11)
- Steven Blum (VF : Swan Demarsan) : Warden (épisode 12)
- Benjamin Diskin (VF : Swan Demarsan) : lieutenant Holmes (épisode 13)
- Helen Sadler (VF : Élisa Bourreau) : Dr Scalder (épisodes 13 à 15)
- Jeffrey Boehm (VF : Loïc Hourcastagnou) : lieutenant Novitz (épisodes 13 à 15)
- Naiya Singh Padilla (VF : Lana Ropion) : Sami (épisodes 13 à 15)
- Stephen Stanton (VF : Christophe Desmottes) : RA-7-81 (épisode 14)
- Shelby Young (VF : Stéphanie Hédin) : capitaine Bragg (épisode 15)

 Source et légende : version française (VF) sur RS Doublage

## Liste des épisodes

### Épisode 1:Confinés
- Le terme « taux M », faisant allusion à la quantité de midi-chloriens dans le sang d'un être[N 2], est prononcé pour la première fois par le Dr Pershing dans l'épisode Chapitre 12 : Le Siège (Chapter 12: The Siege) de The Mandalorian[6].
- Les marques dans la cellule d'Omega révèlent que les événements de cet épisode commencent 21 jours après son arrivée sur la planète et se terminent environ quatre mois plus tard[6].
- Cet épisode marque la première apparition du « pilote de conscription », le précurseur du pilote de chasse TIE[6].
- La centrifugeuse du laboratoire est conçue pour ressembler à un cadran d'horloge et ainsi accentuer l'importance des événements[6].

### Épisode 2:Sentiers inconnus
- L'épisode commence sur la planète Devaron, le monde natal de l'espèce des Devaroniens vue pour la première fois dans le bar de Mos Eisley dans Un nouvel espoir[7].
- Dans la version originale, le clone cadet Mox est interprété par Daniel Logan. Ce dernier avait joué Boba Fett dans L'Attaque des clones[7].
- Le terme « jotaz » désigne un prédateur créé pour le jeu vidéo Star Wars Jedi: Fallen Order[7].